# 北条政村
北条 政村（ほうじょう まさむら）は、鎌倉時代前期から中期にかけての北条氏の一門。鎌倉幕府第7代執権（在職：1264年 - 1268年）。2代執権北条義時の五男。母は継室の伊賀の方。3代執権北条泰時は異母兄にあたる。政村流北条氏の祖であり、12代執権北条煕時は曾孫にあたる。13代執権北条基時も血縁的には曾孫である。
幼少の得宗家北条時宗（泰時の曾孫）の代理として7代執権となり、辞任後も連署を務めて蒙古襲来の対処にあたり、一門の宿老として嫡流の得宗家を支えた。

## 略歴

### 少年期
元久2年（1205年）6月22日、畠山重忠の乱で重忠親子が討伐された日に誕生。義時にはすでに3人の男子がいたが、23歳の長男泰時は側室の所生で、13歳の次男朝時の母は正室だったが離別しており、政村は現正室伊賀の方所生では長男であった。
建保元年（1213年）12月28日、9歳で3代将軍源実朝の御所で元服し、四郎政村と号す。元服の際烏帽子親を務めたのは三浦義村だった。このとき祖父時政と烏帽子親の義村の一字をもらい、政村と名乗る。この年は和田義盛が滅亡した和田合戦が起こった年であり、義盛と同じ一族である義村との紐帯を深め、懐柔しようとする義時の配慮が背景にあった。『吾妻鏡』は政村元服に関して「相州（義時）鍾愛の若公」と記している。

### 伊賀氏事件
貞応3年（1224年）、20歳の時に父義時が急逝する。義時葬儀の際の兄弟の序列では、政村と同母弟実泰はすぐ上の兄で側室所生の有時の上位に位置し、異母兄朝時・重時の後に記されている。現正室の子として扱われると同時に、嫡男ではなくあくまでも庶子の一人として扱われている。
しかし母伊賀の方が政村を執権にする陰謀を企てたという伊賀氏事件が起こり、伊賀の方は伯母政子の命によって伊豆国へ流罪となるが、政村は兄泰時の計らいで累は及ばなかった。
なお、伊賀氏謀反の風聞については泰時が否定しており、『吾妻鏡』でも伊賀氏が謀反を企てたとは一度も明言しておらず、政子に伊賀氏が処分された事のみが記されている。そのため伊賀氏事件は、鎌倉殿や北条氏の代替わりによる自らの影響力の低下を恐れた政子が、義時の後妻の実家である伊賀氏を強引に潰すためにでっち上げた事件とする説もある。

### 連署就任
伊賀氏事件後も政村は北条一門として執権となった兄泰時を支えている。3歳下の同母弟実泰は精神のバランスを崩して病となり、天福2年（1234年）6月に27歳で出家している。
延応元年（1239年）、35歳で評定衆となり、翌年に筆頭となる。宝治元年（1247年）、43歳の時に泰時の孫である21歳の執権・時頼と、政村の烏帽子親だった三浦義村の嫡男泰村の対立による宝治合戦が起こり、三浦一族が滅ぼされるが、その際の政村の動向は不明。建長元年（1249年）12月に引付頭人、建長8年（1256年）3月に兄重時が出家し引退したため、兄に代わり52歳で連署となる。時頼も同年に病により出家。時頼の子である幼年の得宗後継者時宗の中継ぎとして重時の嫡男長時が6代執権となった。

### 執権就任と連署再任
弘長3年（1263年）に時頼が死去し、文永元年（1264年）7月に長時が病で出家したため、60歳の政村が14歳とまだ若年の時宗の中継ぎとして8月に7代執権に就任した。時宗は連署となり、政村と北条実時・安達泰盛らを寄合衆の補佐を受けながら幕政中枢の人物として、人事や文永3年（1266年）の宗尊親王の京都更迭などの決定に関わっている。文永5年（1268年）1月に蒙古国書が到来すると、元寇という難局を前に権力の一元化を図るため、同年3月に執権職を18歳の時宗に譲り、64歳の政村は再び連署として補佐、侍所別当も務める。
文永9年（1272年）に兄・朝時の遺児である名越流の時章・教時兄弟と時宗の異母兄時輔が粛清された二月騒動でも、政村は時宗と共に主導する立場にあったが、事件後に連署政村の名の下に出された「今後、御勘当を蒙った者に対し、仰せを受けた追討使が向かう以前に、勝手に馳せ向かう人々は重科に処せられる。この旨をあまねく御家人達に周知せしめられたい」という指示が執権（侍所別当）の時宗に対して下されている事から、時宗が家人たちに支えられて下した決断に、北条一門の長老政村は不安感を持ち、ことさら将軍家（鎌倉殿）の「仰せ」をかかげて戒めようとしたとする見解もある。
文永10年（1273年）5月に常葉上人を戒師に出家し、常盤院覚崇と号し、同月に69歳で死去。和歌・典礼に精通した教養人であり、京都の公家衆からも敬愛され、吉田経長は日記『吉続記』で政村を「東方の遺老」と称し、訃報に哀惜の意を表明した。『大日本史』が伝えるところによると、亀山天皇の使者が弔慰のため下向したという。連署は兄重時の息子義政が引き継いだ。なお、執権経験者が執権を退いた後に連署を務めた例は他に無い。
なお、近年になって石井清文は『鎌倉遺文』に掲載されている御教書や下知状の執権と連署の位署の問題から、長時の出家後に政村ではなく14歳の時宗が執権に就任したとする説を提示している。当該時期の『吾妻鏡』が残されていないために検証は困難であるが、その場合でも時輔を擁立する勢力を抑えるための措置で、政村が連署としてこれを補佐していたとみられている。

## 官歴
※日付＝旧暦
- 寛喜2年（1230年）1月13日、常陸大掾に任官。閏1月4日、式部少丞に転任。10月15日、従五位下に叙位。式部少丞如元。
- 嘉禎2年（1236年）3月4日、右馬助に遷任。4月14日、右馬権頭に転任。
- 嘉禎3年（1237年）9月15日、従五位上に昇叙。右馬権頭如元。
- 嘉禎4年（1238年）8月28日、正五位下に昇叙。右馬権頭如元。
- 延応元年（1239年）10月、幕府の評定衆と就る。
- 仁治元年（1240年）4月5日、右馬権頭辞任。月日不詳、評定衆筆頭と就る。
- 寛元2年（1244年）6月22日、従四位下に昇叙。
- 建長2年（1249年）12月9日、引付頭人（一番）を兼務。
- 建長8年（1256年）3月30日、連署と就る。4月5日、陸奥守に任官。
- 正嘉元年（1257年）6月12日、相模守に遷任。
- 文永元年（1264年）8月11日、執権と就る。
- 文永2年（1265年）2月21日、従四位上に昇叙。相模守如元。3月28日、左京権大夫に転任。
- 文永3年（1266年）3月2日、正四位下に昇叙。左京権大夫如元。
- 文永5年（1268年）3月5日、執権職を時宗に譲り、再び連署と就り、侍所別当を兼務。
- 文永10年（1273年）5月18日、出家。常盤院覚崇を称す。5月27日卒去。享年69。

## 人物・評価
『大日本史』で政村は沈黙温雅な人物と評価されている。若い頃伊賀氏の変に巻き込まれ、謀反人と疑われたことが、慎重で思慮深い性格の形成に繋がったと考えられる。明治の歴史学者田口卯吉は、元寇回避の功績を執権の時宗に帰する評価を批判し、年齢や人脈などの点から日蒙交渉は政村が主導していたと主張し、三浦周行はこれに反証している。
高い教養を持ち、公武の協調関係を維持することにも大きく貢献した。京都から幕府に下向し、出仕していた飛鳥井教定、花山院長雅らと交流し、影響を受けた。勅撰集には北条一門の歌が多く入集しているが、政村の歌は四十集入集されている。これは北条一門の中で最多である。川添昭二はこれを傍証として「当時の代表的武家歌人」と評している。
文応元年（1260年）10月15日、娘の一人が錯乱状態となり、身体を捩じらせ、舌を出して蛇のような狂態を見せた。これは比企の乱で殺され、蛇の怨霊となった讃岐局に取り憑かれたためであるとされる。怨霊に苦しむ娘の治癒を模索した政村は隆弁に相談し、11月27日、写経に供養、加持祈祷を行ってようやく収まったという。息女の回復後ほどなくして政村は比企氏の邸宅跡地に蛇苦止堂を建立し、現在は妙本寺となっている。この逸話は『吾妻鏡』に採録されている話で、政村の家族想いな人柄を反映させたものだと評されている。

## 関連作品
映画
- 日蓮（1979年、松竹） - 演：香川良介

テレビドラマ
- 北条時宗（2001年・NHK大河ドラマ） - 演：伊東四朗
- 鎌倉殿の13人（2022年・NHK大河ドラマ）- 演：新原泰佑